# Plinthanthesis paradoxa
Plinthanthesis paradoxa är en gräsart som först beskrevs av Robert Brown, och fick sitt nu gällande namn av Stanley Thatcher Blake. Plinthanthesis paradoxa ingår i släktet Plinthanthesis och familjen gräs. Inga underarter finns listade i Catalogue of Life.